# Haus des Fauns

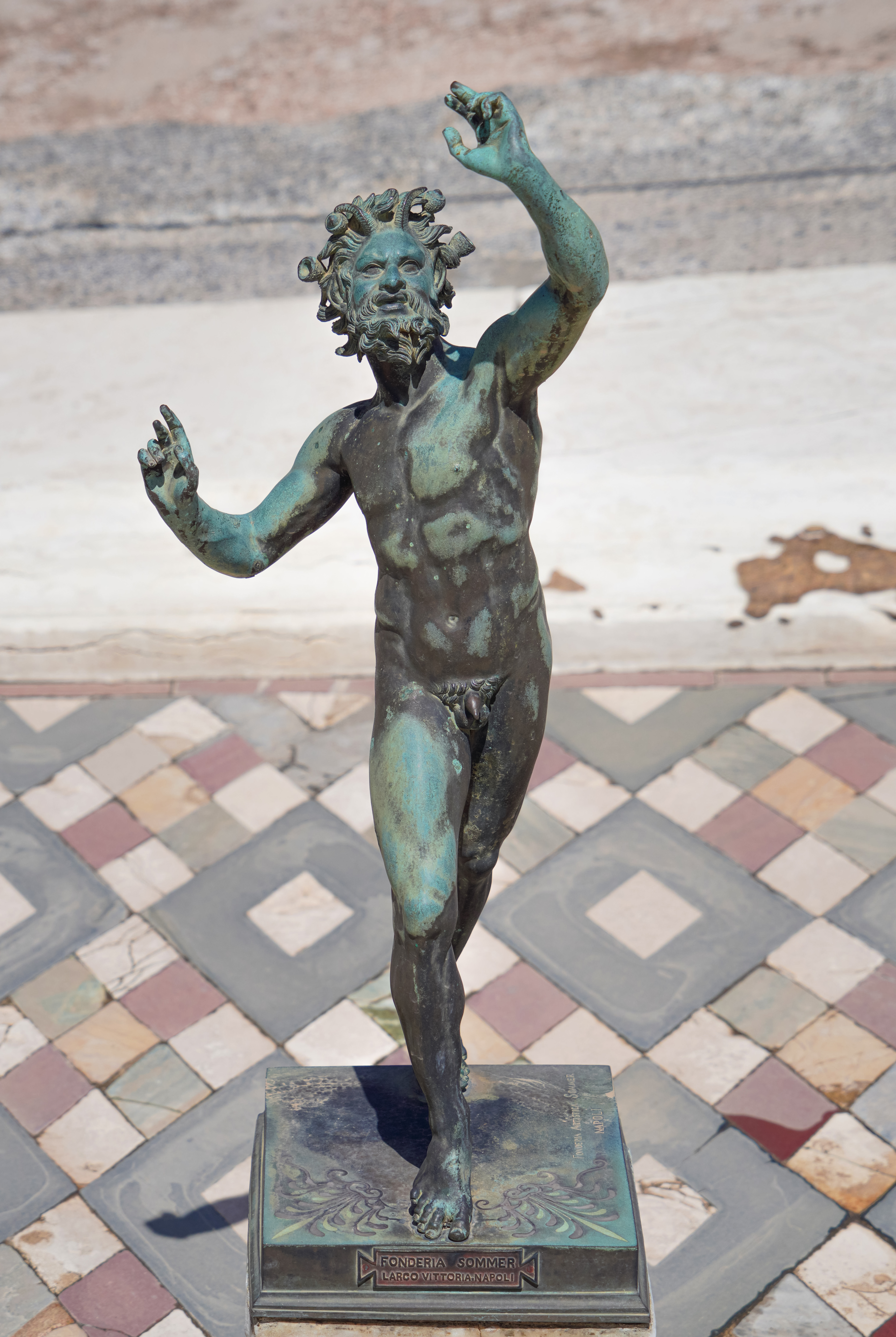
Nachbildung der Statue des „tanzenden Fauns“

Grundriss des Hauses

Als Haus des Fauns (italienisch Casa del Fauno) wird eines der bekanntesten Häuser der antiken Stadt Pompeji bezeichnet, das beim Ausbruch des Vesuv im Jahr 79 n. Chr. verschüttet wurde. Es ist mit einer Grundfläche von 2940 m² das größte Privathaus der Stadt und wurde in den Jahren 1830–1832 ausgegraben.
Es erstreckt sich fast über die gesamte Insula 12 der Regio VI.
Das Haus ist heute nach der bronzenen Statue eines tanzenden Fauns bzw. Satyrs benannt, die am nördlichen Rand des Impluviums (Grundriss Nr. 2) gefunden wurde. Das Original der Statue steht im Archäologischen Nationalmuseum in Neapel, die Kopie stellte man (wie man heute annimmt, fälschlicherweise) in der Mitte des Impluviums auf. Besondere Eleganz erhielt das Haus unter anderem durch eine reliefartige Dekoration der Wände im Atrium, die sogar ein imaginäres Obergeschoss darstellte, sowie den geometrisch angeordneten Garten.
Das „Haus des Fauns“ wurde zu Beginn des 2. Jahrhunderts v. Chr. erbaut und bereits am Ende des gleichen Jahrhunderts weitreichend umgebaut. So wurde beispielsweise das alte Atriumhaus (Nr. 2 und 3) mit Peristylhöfen (Nr. 5 und 7) erweitert (Vorbild hierfür war der hellenistische Orient), die Thermen in den Bereich der Küche (Nr. 8) verlegt und die Wandmalereien erneuert. Der bedeutendste Umbau war jedoch das Anbringen mehrerer alexandrinisch beeinflusster Mosaiken – besonders bedeutend dabei das Alexandermosaik (in der Exedra, Nr. 6), das Alexander den Großen in einer Schlacht darstellt.
Viele Räume waren mit außergewöhnlichen Mosaiken geschmückt, die im Nationalmuseum ausgestellt sind: Das Alexandermosaik (für die Exedra wurde eine Kopie angefertigt), das Liebesspiel zwischen einem Faunus und einer Bacchantin in einem Schlafraum, Fische, Nil-Szenen, ein Stillleben mit Masken usw. (siehe unten)
In die Vorderseite des Hauses waren mehrere Läden eingebettet, die durch grobe Pfeiler oder so genannte Halbsäulen voneinander getrennt waren. Auf dem Bürgersteig ist noch heute vor dem Eingang (Nr. 1) der Gruß „have“ zu lesen.
Im Haus des Fauns wurde 1831 ein Silberschatz gefunden, der aus 14 Gefäßen bestand. Davon sind heute nur noch vier Stücke mit einem Gesamtgewicht von 945 Gramm erhalten, nämlich drei Kasserollen und ein Kännchen (Urceolus).

## Mosaike und Goldschmuck

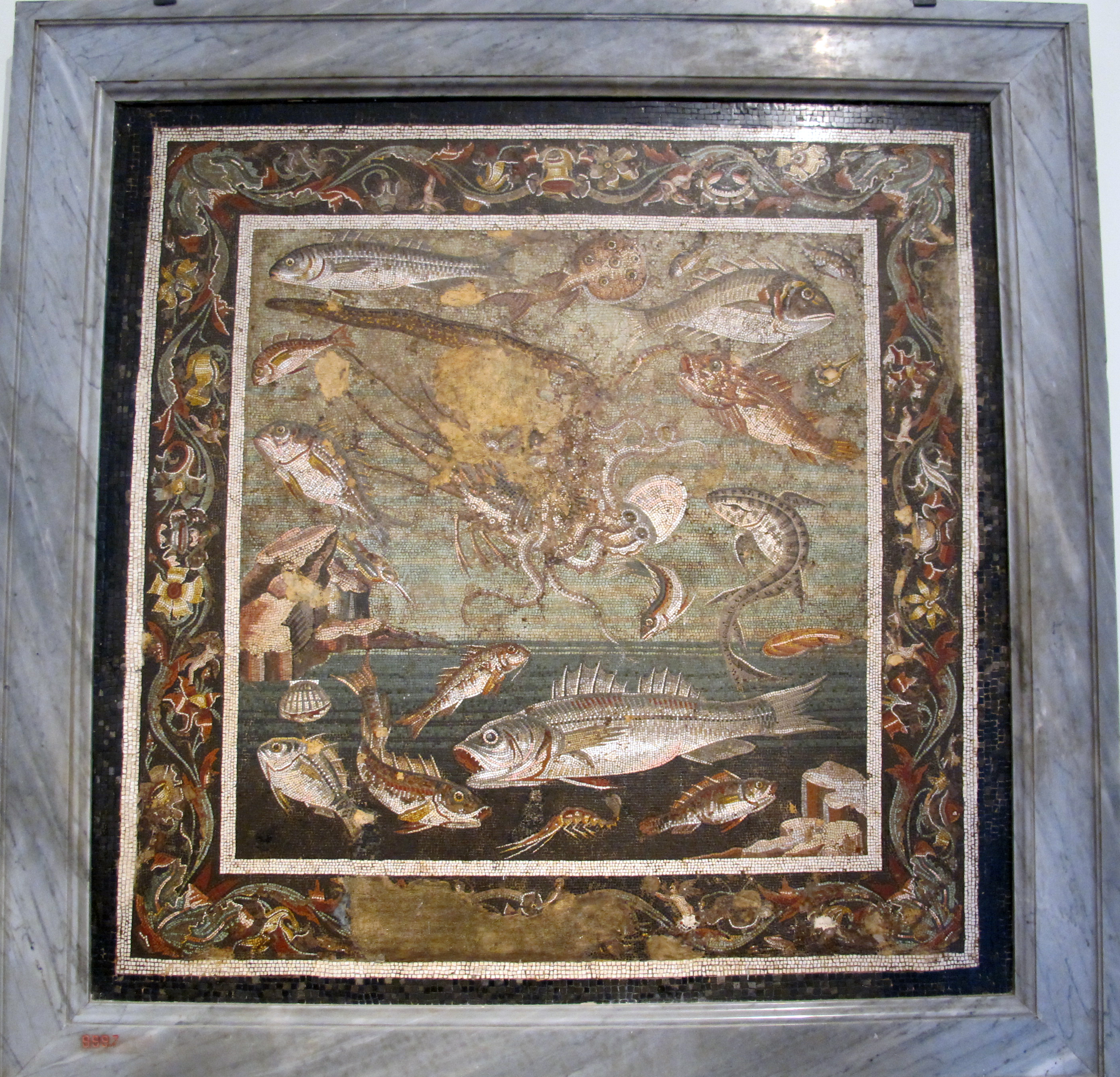
Seetiere
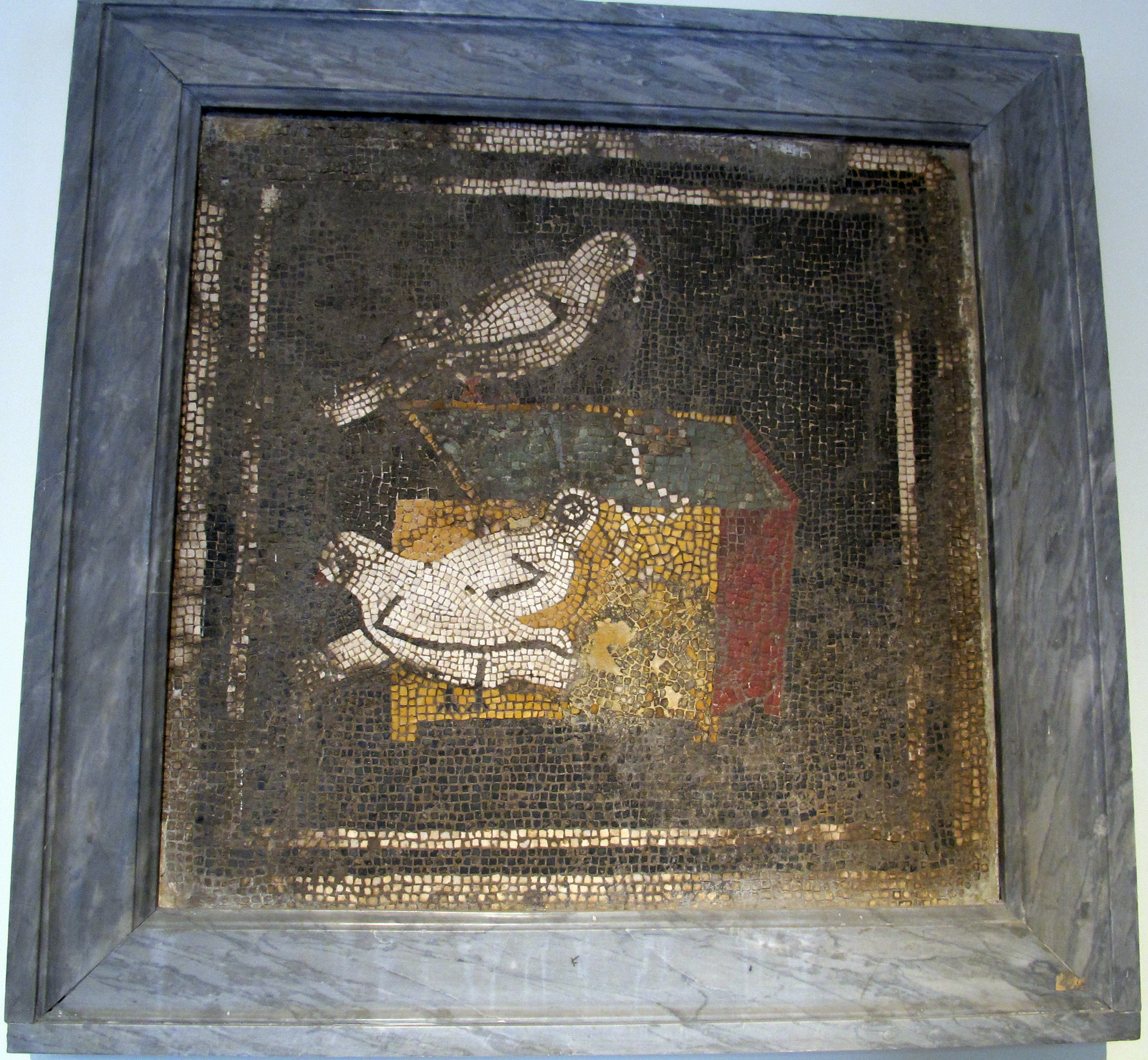
Drei Tauben
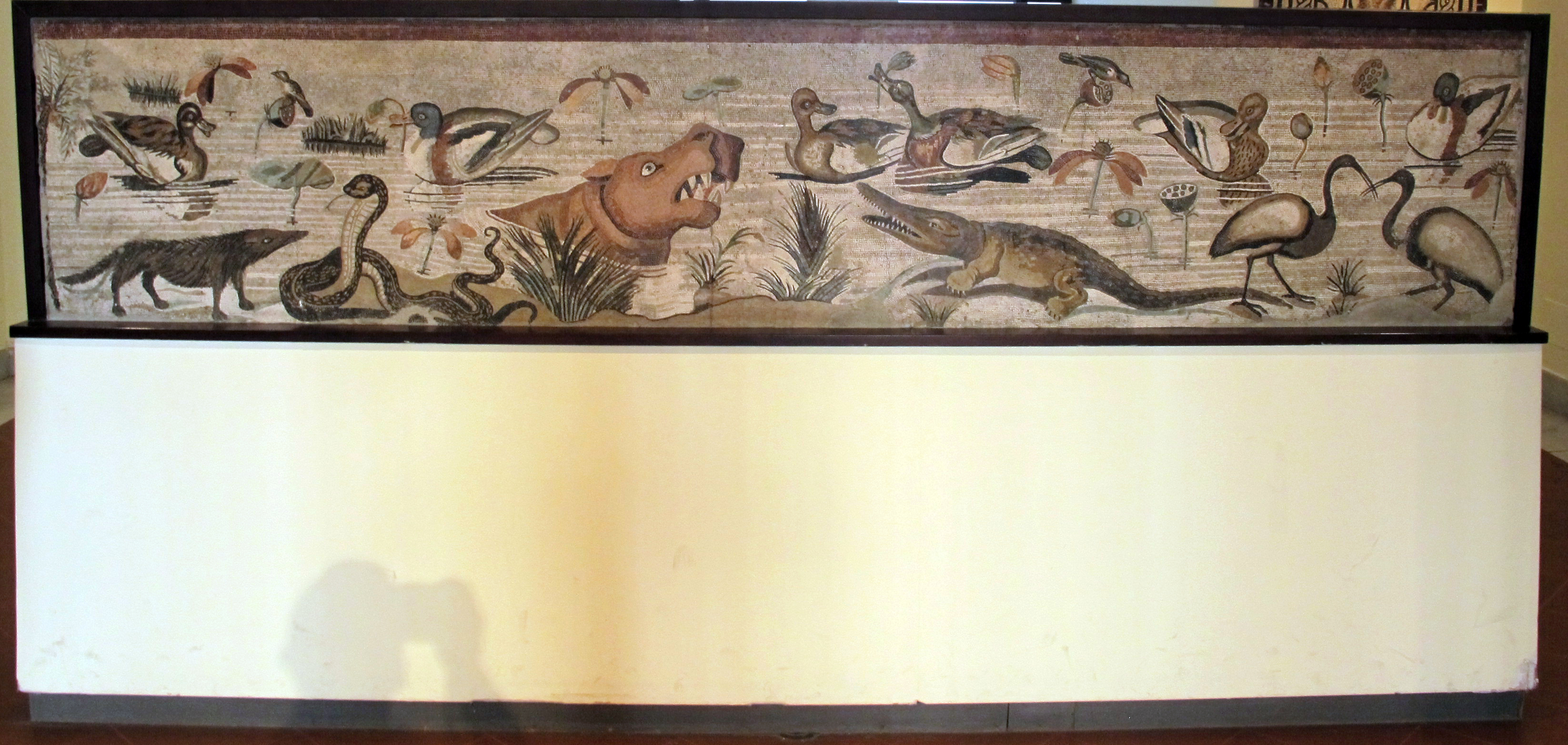
Nillandschaft
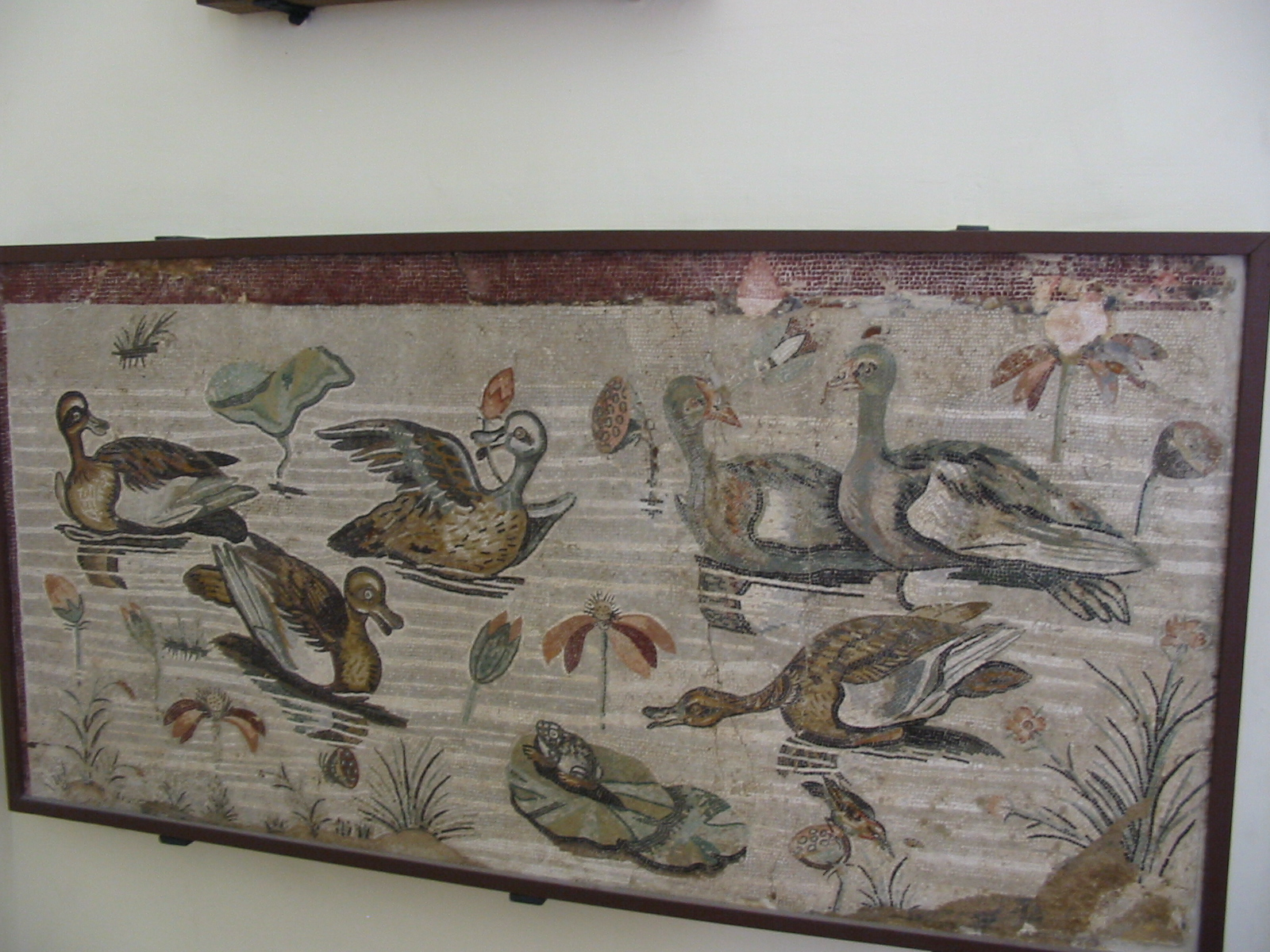
Nil-Vögel
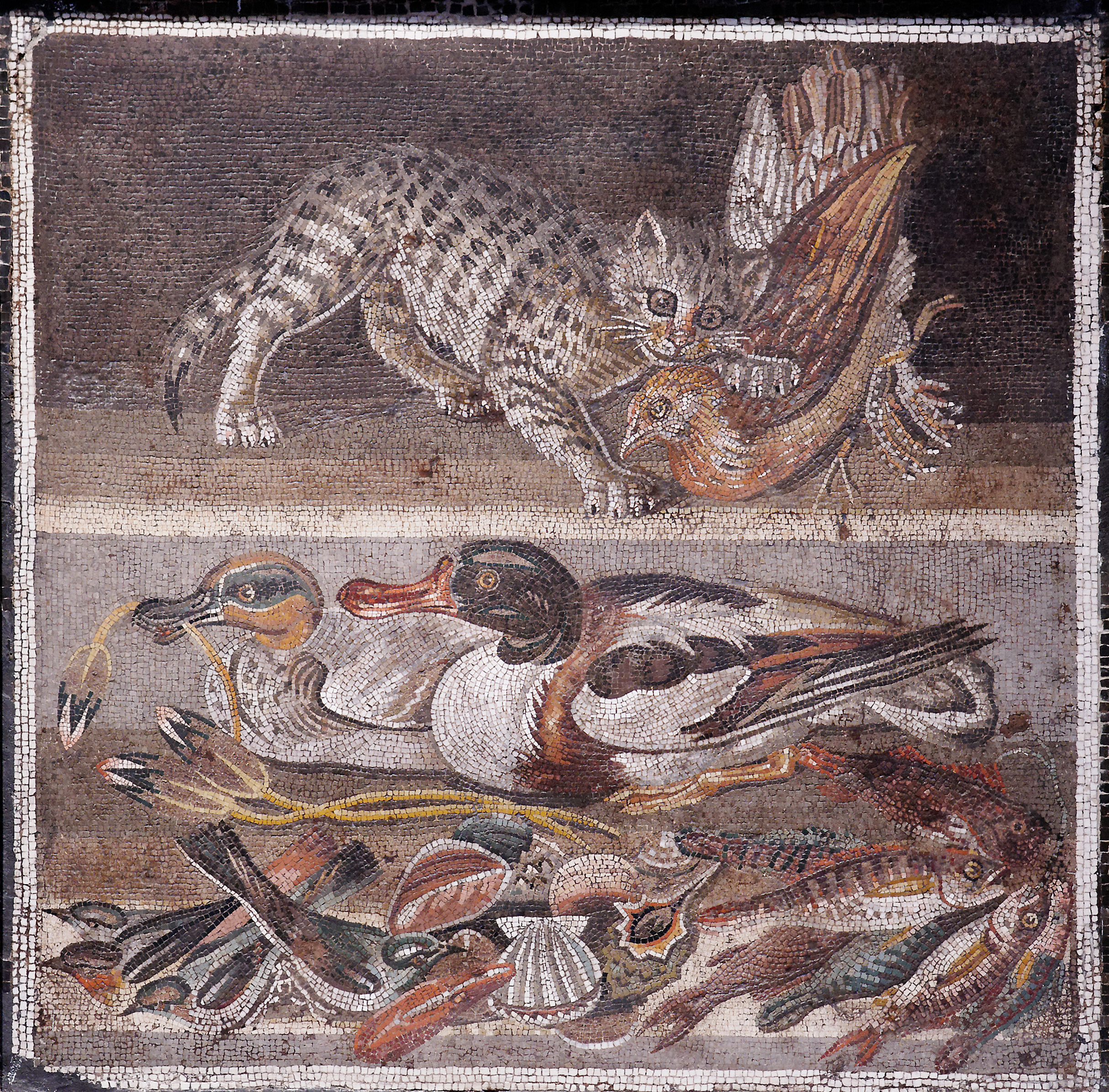
Katze und Vögel
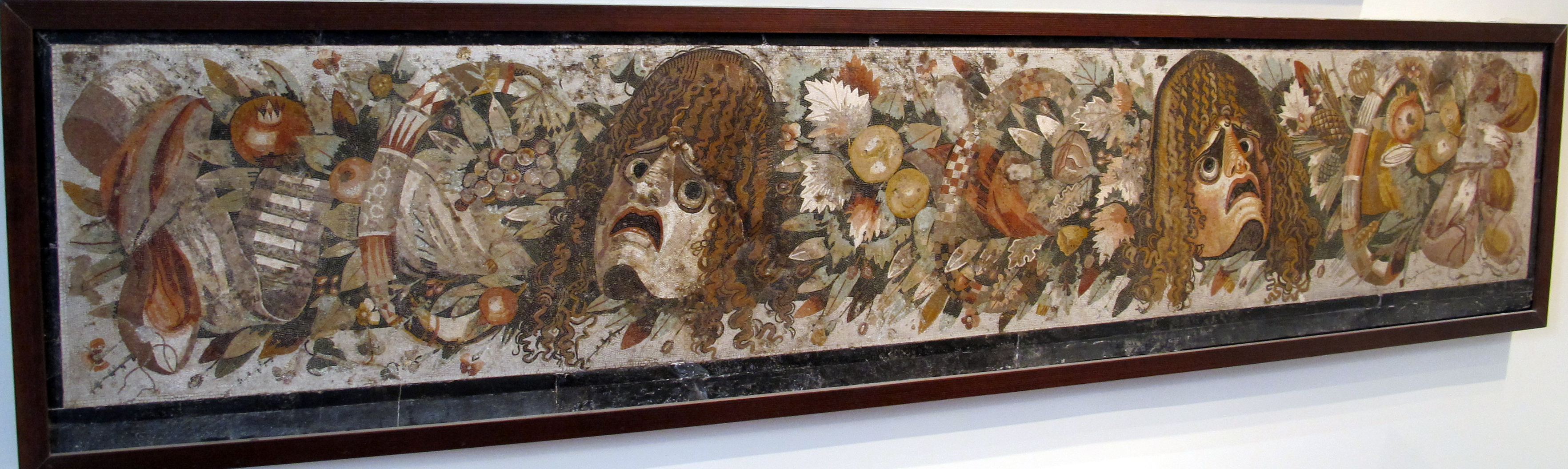
Masken, Laub und Früchte
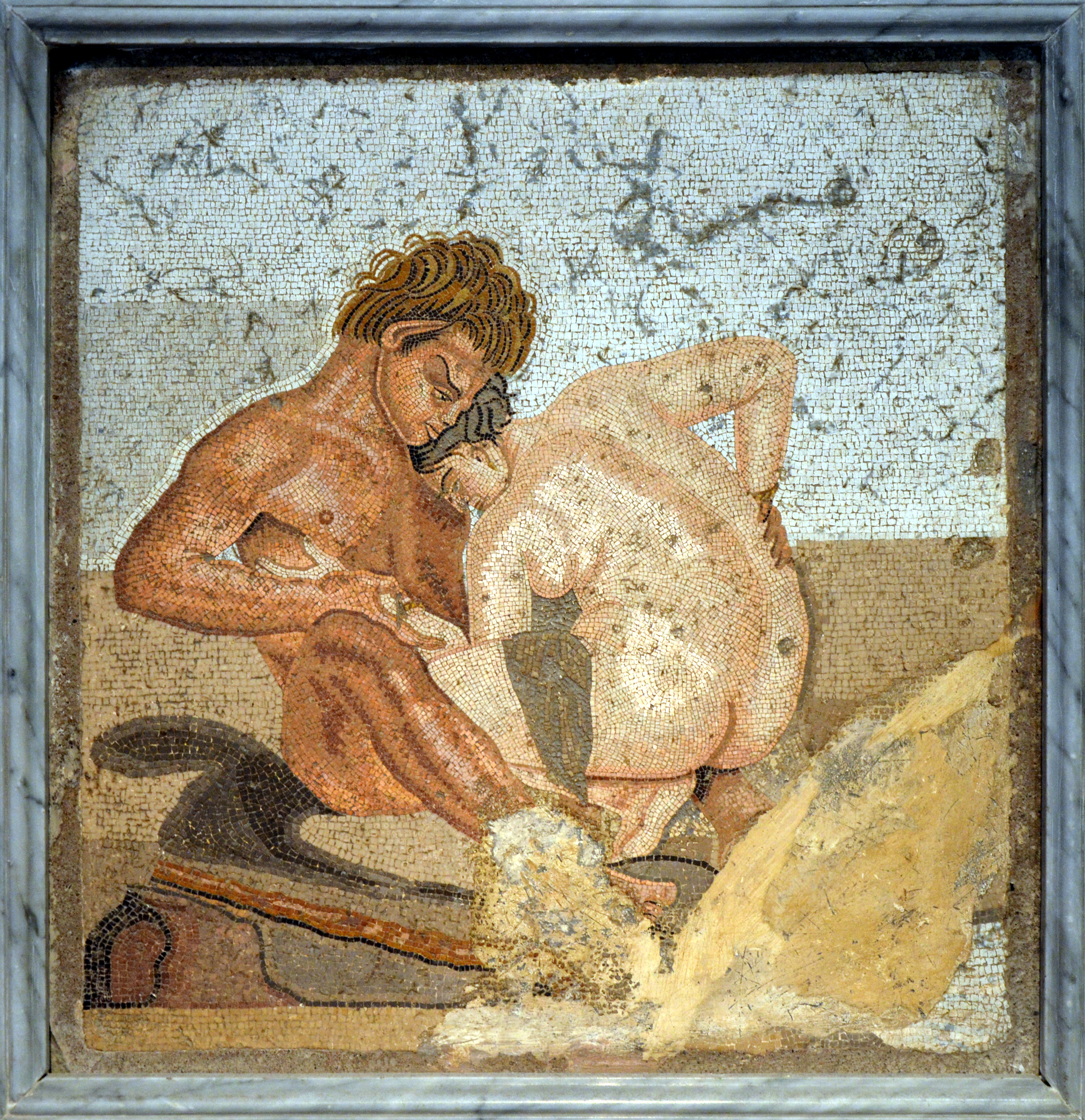
Faunus und eine Bacchantin
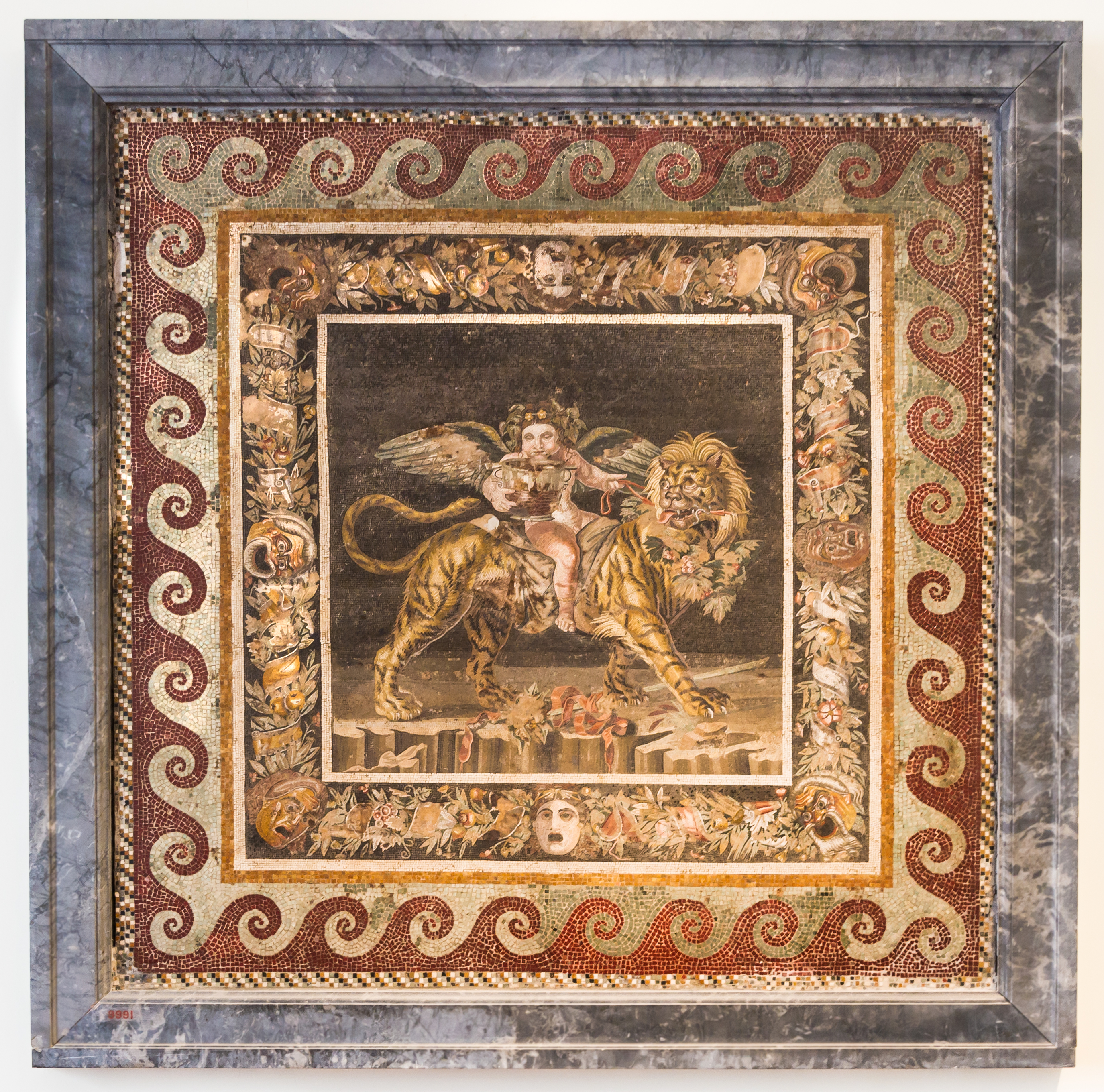
Junger Dionysos auf einem Tiger
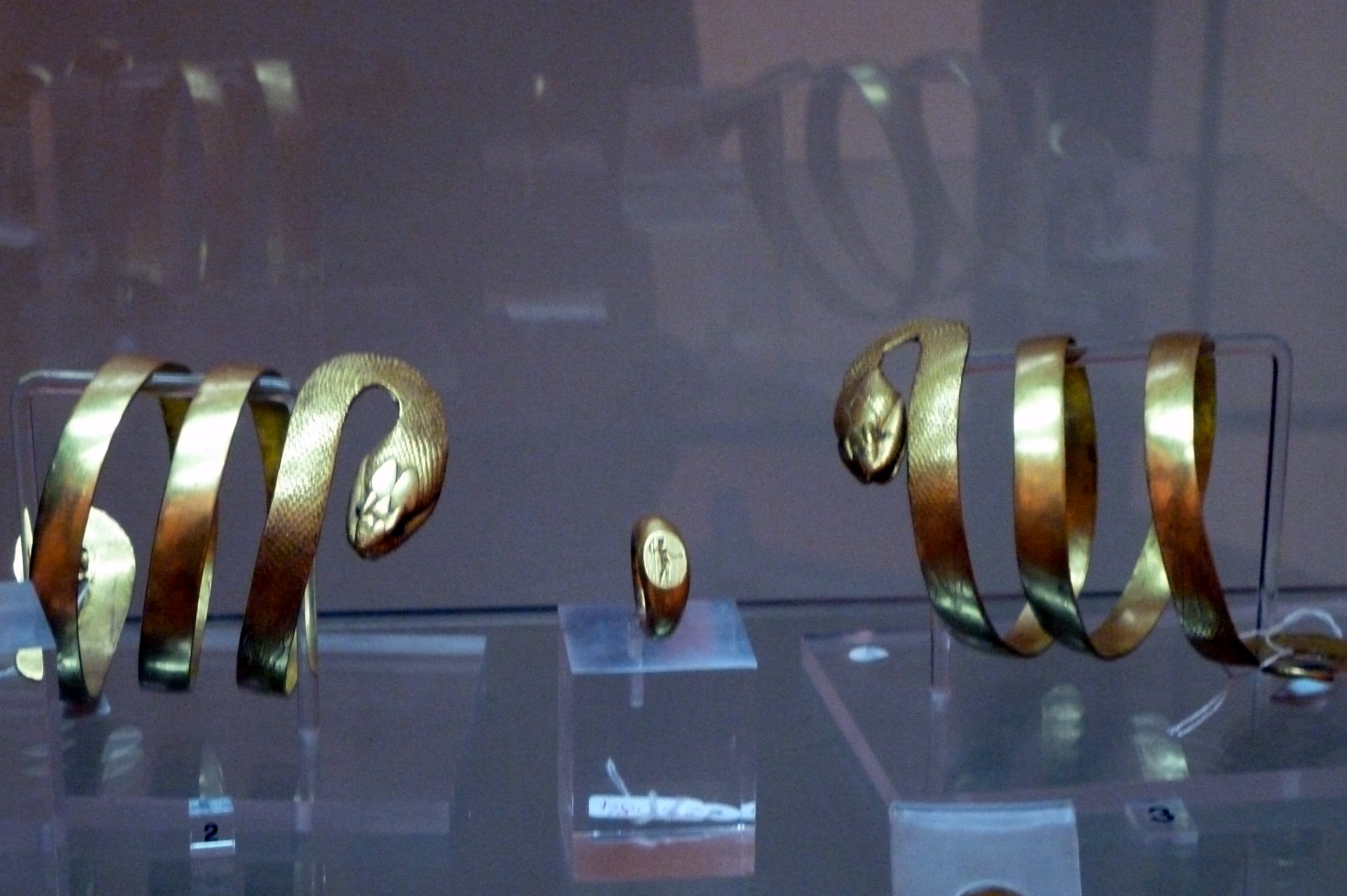
Schlangenarmbänder und Granatring mit eingeschnittener Figur